# Mã
Mã (wiet. Sông Mã, laot. Nam Ma) – rzeka w Azji Południowo-Wschodniej długości ok. 400 km. Źródła ma w północnozachodnim Wietnamie. Przepływa przez Wietnam, Laos, i ponownie przez Wietnam. Uchodzi do morza w Zatoce Tonkińskiej.
Największe dopływy rzeki Mã to: rzeka Chu (w Laosie nazywana Nam Sam), rzeka Bưởi i rzeka Cầu Chày. Wszystkie wpadają do Mã w prowincji Thanh Hóa na północy Środkowego Wietnamu.
Ujście Mã tworzy trzecią, co do wielkości deltę w Wietnamie, nazywaną również deltą Thanh Hóa.